# Chiến tranh Ngụy – Trung Sơn (408 TCN–406 TCN)
Chiến tranh Ngụy-Trung Sơn hay Trận Ngụy diệt Trung Sơn (chữ Hán: 魏滅中山之戰, Hán Việt: Ngụy diệt Trung Sơn chi chiến), là cuộc chiến tranh diễn ra từ năm 408 TCN đến năm 406 TCN giữa nước Trung Sơn ở phía Bắc nhà Chu và họ Ngụy, một trong ba khanh tộc lớn ở nước Tấn, sau chính là nước Ngụy, một trong bảy nước hùng mạnh nhất của thời Chiến Quốc.

## Nguyên nhân chiến tranh

### Xung đột thời Xuân Thu
Trung Sơn là một quốc gia bộ lạc ở phía Bắc Trung Quốc, thành lập vào khoảng năm 506 TCN do sự liên minh giữa các bộ lạc Tiên Ngu, Cổ, Cừu Do.
Thời Xuân Thu, nước Tấn còn giữ ngôi vị bá chủ chư hầu, thường hay đem quân lấn át và đánh bại các bộ lạc phía Bắc, vốn được gọi một cách miệt thị là Bắc Địch. Năm 530 TCN, tướng nước Tấn là Tuân Ngô xuất quân tiến vào kinh đô nước Cổ là Tích Dương, sau đó tiêu diệt nước Cổ và nước Điệu. Đến tháng 8 cùng năm, Tuân Ngô đem quân diệt nước Phì, bắt sống vua Phì là Miên Cao. Đến mùa đông năm đó, Tấn Chiêu công lại cử Tuân Ngô đánh Tiển Ngu, phá Trung Nhân thành. Sang năm 527 TCN, quân Tấn lại đánh nước Cổ, bắt vua Cổ là Diên Đê, buộc nước Cổ thần phục, đến bảy năm sau thì diệt hẳn nước Cổ. Năm 507 TCN, quân Tiên Ngu báo thù trận thua ở Trung Nhân thành, đem quân đánh Tấn, bắt được tướng Tấn là Quan Hổ.
Năm 506 TCN, người Tiên Ngu, Cổ, Điệu... lập quốc ở thành Trung Nhân, gọi là nước Trung Sơn. Nước Trung Sơn chính thức thành lập.
Năm 491 TCN, nội bộ nước Tấn xảy ra tranh chấp. Bốn họ Trí, Hàn, Triệu, Ngụy diệt hai họ Phạm, Trung Hàng. Quan thượng khanh họ Trung Hàng là Tuân Dần bỏ trốn sang Trung Sơn. Hai năm sau, nước Tấn sai Triệu Ưởng đem quân đánh Tiên Ngu, đại phá quân Trung Sơn.

### Họ Ngụy dòm ngó Trung Sơn
Từ khoảng năm 450 TCN, ba nhà Hàn, Triệu, Ngụy đã nắm được toàn bộ thực quyền ở nước Tấn, bắt đầu chuẩn bị cho việc làm chư hầu. Trong khi đó ở Trung Sơn, Trung Sơn Vũ công mở mang thế lực, năm 414 TCN, đưa dân đến vùng Khu Li Sơn, thiên đô sang đất Cố, xây dựng kinh đô mới.
Bước sang cuối thế kỉ IV TCN, thế lực họ Ngụy lớn mạnh, vượt lên trên cả các chư hầu, trở thành thế lực lớn nhất ở Trung Quốc. Thủ lĩnh họ Ngụy là Ngụy Tư năm 424 TCN đã tự xưng tước hầu, tức Ngụy Văn hầu, thường đem quân đánh phá các nước, khuếch trương thế lực và bắt đầu dòm ngó Trung Sơn. Trung Sơn trở thành mục tiêu hàng đầu cho tham vọng bá chủ của Ngụy Văn hầu.

## Diễn biến cuộc chiến

### Kế hoạch liên quân với Triệu
Năm 409 TCN, họ Ngụy tuy đã chuẩn bị xong, nhưng do không tiếp giáp đất đai với Trung Sơn, sợ gặp khó khăn trong việc đánh chiếm, nên sai sứ sang nhờ họ Triệu cho mượn đường và giúp quân. Triệu Tịch (Triệu Liệt hầu) lúc đầu không muốn giúp, nhưng sau đó đại thần Triệu Lợi lại khuyên rằng Ngụy đánh Trung Sơn, dù có thắng được thì binh lực cũng tiêu hao rất nhiều, cộng thêm việc Ngụy-Trung Sơn không tiếp giáp nhau, chỉ có trung gian là Triệu, nếu bị diệt thì đất Trung Sơn sẽ phải về Triệu chứ không phải về Ngụy. Triệu Tịch thấy đúng, lập tức đem quân hợp binh với Ngụy.
Năm 409 TCN, Ngụy Văn hầu phái Ngô Khởi đem quân đánh Trung Sơn. Chiến tranh Ngụy-Trung Sơn bùng nổ.

### Nhạc Dương được phong chủ tướng
Đại thần Địch Hoàng nước Ngụy có môn khách là Nhạc Dương vốn là người có tài cầm quân. Địch Hoàng muốn tiến cử lên Ngụy Văn hầu, song con trai Nhạc Dương là Nhạc Thư đang làm tướng nắm quyền ở Trung Sơn. Khi Địch Hoàng tiến cử Nhạc Dương, quần thần họ Ngụy lấy lý do đó ra sức phản đối, nói Nhạc Dương vì thương con nên nhất định sẽ đầu hàng. Địch Hoàng bèn lấy tính mạng bảo đảm cho Nhạc Dương sẽ không phản lại nước Ngụy. Ngụy Văn hầu bằng lòng.
Năm 408 TCN, Ngụy Văn hầu cử Nhạc Dương ra thay Ngô Khởi, làm chủ tướng chỉ huy chiến dịch đánh Trung Sơn.

### Cha ăn thịt con
Nhạc Dương bao vây kinh đô Cố của Trung Sơn suốt ba năm (408 TCN-406 TCN). Trước tình thế nguy ngập, Trung Sơn Vũ công sai giết chết Nhạc Thư rồi mang thịt làm món canh đến cho Nhạc Dương để làm lung lạc tinh thần ông ta. Tuy nhiên Nhạc Dương lại thản nhiên ăn thịt con
Năm 406 TCN, Nhạc Dương đem quân tổng tấn công vào kinh đô Cố. Trung Sơn Vũ công phải lui vào rừng núi, sau bị tử trận. Nước Trung Sơn diệt vong.
Nhạc Dương đem quân khải hoàn trở về, Ngụy Văn hầu thưởng hậu, nhưng lại sai thái tử Ngụy Kích (sau là Ngụy Vũ hầu) ra trấn thủ Trung Sơn. Nhạc Dương hỏi Công Tích Miễn, biết vua Ngụy nghi ngờ vì mình là người không thương con, bèn vào tâu là không có công lao gì, tất cả đều là do quân chủ sáng suốt. Ngụy Văn hầu phong cho Nhạc Dương đất Linh Thọ làm ấp phong, không dùng nữa.

## Kết quả
Cuộc chiến tranh Ngụy-Trung Sơn kết thúc sau 3 năm với chiến thắng thuộc về nước Ngụy, còn Trung Sơn bị diệt vong. Tuy nhiên tình trạng này không kéo dài được bao lâu. Sau khi thái tử Kích về nước nối ngôi, sự phòng bị của quân Ngụy ở Trung Sơn có phần lơ lỏng, người Trung Sơn lại được dịp nổi lên, đến năm 388 TCN thì đánh bại quân Ngụy, giải phóng Trung Sơn. Cuối cùng, đến năm 295 TCN, nước Triệu tiêu diệt Trung Sơn, đất Trung Sơn lại về tay nước Triệu.